# Joan Blondell
Pour les articles homonymes, voir Blondell.

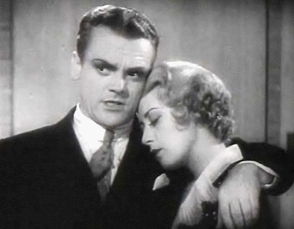
James Cagney et Joan Blondell dans Prologue (1933)

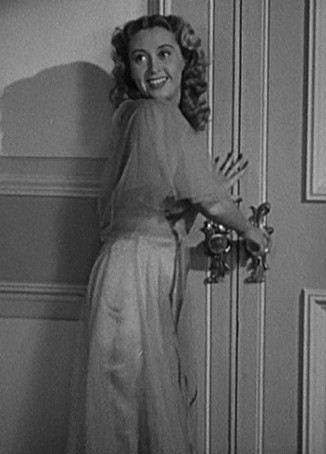
Le Retour de Topper (1941)

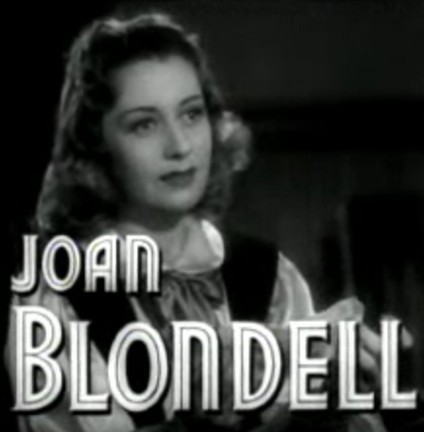
Cry 'Havoc' (1943)

Joan Blondell est une actrice américaine née le 30 août 1906 à New York, New York (États-Unis), morte le 25 décembre 1979 à Santa Monica (Californie), qui a joué au cinéma et à la télévision pendant une carrière de 50 ans.
Blondell commence sa carrière dans le vaudeville. Après avoir remporté un concours de beauté, elle se lance dans une carrière cinématographique, s'imposant comme un pilier de la Warner Bros. dans des rôles farfelus et sexy, apparaissant dans plus de 100 films et productions télévisuelles. Elle est la plus active au cinéma dans les années 1930 et au début des années 1940, et pendant cette période, elle partage la vedette avec Glenda Farrell, une collègue et amie proche, dans neuf films. Blondell continue à jouer au cinéma et à la télévision pour le reste de sa vie, souvent dans de petits seconds rôles. Elle est nommée à l'Oscar de la meilleure actrice dans un second rôle pour sa performance dans La Femme au voile bleu (1951). En 1958, elle est nommée au Tony Award du meilleur second rôle féminin dans une pièce pour son interprétation de Mme Farrow dans The Rope Dancers (en)
Vers la fin de sa vie, elle est nommée au Golden Globe de la meilleure actrice dans un second rôle pour son rôle dans Opening Night (1977). Elle figure dans deux autres films, la comédie musicale Grease (1978) et Le Champion (1979) de Franco Zeffirelli, sorti peu de temps avant sa mort d'une leucémie.

## Biographie
Née dans une famille de comédiens, Joan Blondell monte tôt sur les planches. En 1926, elle remporte un concours de beauté (Miss Dallas). Elle fait ses débuts au cinéma en 1930 et se fait connaître à l'époque du Pré-Code (notamment dans L'Ange blanc où elle montre ses talents d'humour et de séduction). Ensuite, elle devint une reine des comédies musicales de la Warner Bros.
Aux côtés d’autres stars du cinéma, elle participe en 1942 au Hollywood Victory Caravan, une tournée en train de deux semaines à travers les États-Unis destinée à récolter des fonds pour le soutien à l'effort de guerre.

## Filmographie

### Cinéma
- 1930 : Broadway's Like That
- 1930 : The Heart Breaker
- 1930 : The Devil's Parade
- 1930 : The Office Wife de Lloyd Bacon : Katherine Murdock
- 1930 : Sinners' Holiday de John G. Adolfi : Myrtle
- 1931 : How I Play Golf, by Bobby Jones No. 10: Trouble Shots : une membre de la galerie
- 1931 : Other Men's Women de William A. Wellman : Marie
- 1931 : Millie de John Francis Dillon : Angie Wickerstaff
- 1931 : Illicit d'Archie Mayo : Helen 'Duckie' Childers
- 1931 : God's Gift to Women de Michael Curtiz : Fifi
- 1931 : L'Ennemi public (The Public Enemy) de William A. Wellman : Mamie
- 1931 : My Past de Roy Del Ruth : Marion Moore
- 1931 : Big Business Girl (en) de William A. Seiter : Pearl
- 1931 : L'Ange blanc (Night Nurse) de William A. Wellman : B. Maloney
- 1931 : The Reckless Hour (en) de John Francis Dillon : Myrtle Nichols
- 1931 : Blonde Crazy de Roy Del Ruth : Anne Roberts
- 1932 : Gare centrale (Union Depot) d'Alfred E. Green : Ruth Collins
- 1932 : Les Grecs avaient un nom pour elles (The Greeks Had a Word for Them) de Lowell Sherman : Schatzi
- 1932 : The Crowd Roars d'Howard Hawks : Anne Scott
- 1932 : The Famous Ferguson Case de Lloyd Bacon : Maizie Dickson
- 1932 : Make Me a Star de William Beaudine : 'Flips' Montague
- 1932 : Miss Pinkerton de Lloyd Bacon : infirmière Adams, aka Miss Pinkerton
- 1932 : Big City Blues de Mervyn LeRoy : Vida Fleet
- 1932 : Une allumette pour trois (Three on a Match) de Mervyn LeRoy : Mary Keaton, aka Mary Bernard
- 1932 : Nuit d'aventures (Central Park) de John G. Adolfi: Dot
- 1933 : Just Around the Corner (court-métrage) : Mrs. Graham
- 1933 : Lawyer Man (en) de William Dieterle : Olga Michaels
- 1933 : Mystérieux Week-end (Broadway Bad) de Sidney Lanfield : Tony Landers
- 1933 : Blondie Johnson de Ray Enright : Blondie Johnson
- 1933 : Chercheuses d'or de 1933 (Gold diggers of 1933) de Mervyn LeRoy : Carol King
- 1933 : Goodbye Again de Michael Curtiz : Anne Rogers, la secrétaire de Bixby
- 1933 : Prologues (Footlight Parade) de Lloyd Bacon : Nan Prescott
- 1933 : Les Veuves de La Havane (Havana Widows) de Ray Enright : Mae Knight
- 1933 : La Folle Semaine (Convention City) d'Archie Mayo : Nancy Lorraine
- 1934 : J'écoute (I've Got Your Number) de Ray Enright : Marie Lawson
- 1934 : C'était son homme (He Was her Man) de Lloyd Bacon : Rose Lawrence
- 1934 : Smarty de Robert Florey : Vicki Wallace Thorpe
- 1934 : Dames de Ray Enright et Busby Berkeley : Mabel Anderson
- 1934 : Kansas City Princess de William Keighley : Rosie Sturges
- 1935 : Femmes d'affaires (Traveling Saleslady) de Ray Enright : Angela Twitchell
- 1935 : Le Gondolier de Broadway (Broadway Gondolier) de Lloyd Bacon : Alice Hughes
- 1935 : We're in the Money de Ray Enright : Ginger Stewart
- 1935 : Miss Pacific (en) (Miss Pacific Fleet) de Ray Enright : Gloria Fay
- 1935 : George White's 1935 Scandals
- 1936 : Colleen (en) d'Alfred E. Green : Minnie Hawkins
- 1936 : Héros malgré lui (Sons o' Guns) de Lloyd Bacon : Yvonne
- 1936 : Guerre au crime (Bullets or Ballots) de William Keighley : Lee Morgan
- 1936 : En scène (en) (Stage Struck) de Busby Berkeley : Peggy Revere
- 1936 : Three Men on a Horse (en) de Mervyn LeRoy : Mabel
- 1936 : En parade (Gold Diggers of 1937) de Lloyd Bacon et Busby Berkeley : Norma Perry
- 1937 : Le Roi et la figurante (The King and the Chorus Girl) de Mervyn LeRoy : Miss Dorothy Ellis
- 1937 : En liberté provisoire (Back in Circulation) de Ray Enright : Timothea 'Timmy' Blake
- 1937 : Un homme a disparu (The Perfect Specimen) de Michael Curtiz : Mona Carter
- 1937 : Monsieur Dood part pour Hollywood (Stand-In) de Tay Garnett : Lester Plum
- 1938 : Miss catastrophe (There's Always a Woman) d'Alexander Hall : Sally Reardon
- 1939 : Off the Record (en) de James Flood : Jane Morgan
- 1939 : Un pensionnaire sur les bras (East Side of Heaven) de David Butler : Mary Wilson
- 1939 : The Kid from Kokomo (it) de Lewis Seiler : Doris Harvey
- 1939 : Nous irons à Paris (Good Girls Go to Paris) d'Alexander Hall : Jenny Swanson
- 1939 : L'Étonnant M. Williams (The Amazing Mr. Williams) d'Alexander Hall : Maxine Carroll
- 1940 : Two Girls on Broadway de S. Sylvan Simon : Molly Mahoney
- 1940 : I Want a Divorce (en) de Ralph Murphy : Geraldine 'Jerru' Brokaw
- 1941 : Le Retour de Topper (Topper Returns) de Roy Del Ruth : Gail Richards
- 1941 : Une épouse modèle (Model Wife) de Leigh Jason : Joan Keating Chambers
- 1941 : Le Mort fictif (Three Girls About Town) de Leigh Jason : Hope Banner
- 1942 : Lady for a Night de Leigh Jason : Jenny 'Jen' Blake Alderson
- 1943 : Cry Havoc, de Richard Thorpe : Grace Lambert
- 1945 : Le Lys de Brooklyn (A Tree Grows in Brooklyn) d'Elia Kazan : Sissy Edwards
- 1945 : Don Juan Quilligan de Frank Tuttle : Marjorie Mossrock
- 1945 : L'Aventure (Adventure) de Victor Fleming : Helen Melohn
- 1947 : L'Assassin ne pardonne pas (en) (The Corpse Came C.O.D.) d'Henry Levin : Rosemary Durant
- 1947 : Le Charlatan (Nightmare Alley) d'Edmund Goulding : Zeena Krumbein
- 1947 : Rendez-vous de Noël (Christmas Eve) d'Edwin L. Marin : Ann Nelson
- 1950 : On va se faire sonner les cloches (For Heaven's Sake), de George Seaton : Daphne Peters
- 1951 : La Femme au voile bleu (The Blue Veil), de Curtis Bernhardt : Annie Rawlins
- 1956 : The Opposite Sex de David Miller : Edith Potter
- 1957 : Lizzie, d'Hugo Haas : tante Morgan
- 1957 : Une Femme de tête (The Desk set) de Walter Lang : Peg Costello
- 1957 : Cette nuit ou jamais (This Could Be the Night) de Robert Wise : Crystal St. Clair
- 1957 : La Blonde explosive (Will Success Spoil Rock Hunter?) de Frank Tashlin : Violet
- 1961 : Angel Baby (en) de Paul Wendkos : Mollie Hays
- 1964 : Le Bataillon des lâches (Advance to the Rear) de George Marshall : Easy Jenny
- 1965 : Le Kid de Cincinnati (The Cincinnati Kid) de Norman Jewison : Lady Fingers
- 1966 : Marqué au fer rouge (Ride Beyond Vengeance) de Bernard McEveety : Mrs. Lavender
- 1967 : L'Or des pistoleros (Waterhole #3) de William A. Graham : Lavinia
- 1968 : Micmac au Montana (Stay Away, Joe) de Peter Tewksbury : Glenda Callahan
- 1968 : Kona Coast (en) de Lamont Johnson : Kittibelle Lightfoot
- 1969 : Big Daddy (en) de Carl K. Hittleman
- 1970 : The Phynx (en) de Lee H. Katzin : Ruby
- 1971 : Tueur malgré lui (Support Your Local Gunfighter) de Burt Kennedy : Jenny
- 1976 : Won Ton Ton, le chien qui sauva Hollywood (Won Ton Ton, the Dog Who Saved Hollywood) de Michael Winner : Landlady
- 1977 : The Baron
- 1977 : Opening Night de John Cassavetes : Sarah Goode
- 1978 : Grease de Randal Kleiser : Vi
- 1979 : Le Champion (The Champ) de Franco Zeffirelli : Dolly Kenyon
- 1979 : Gant d'acier (en) (The Glove) de Ross Hagen : Mrs. Fitzgerald
- 1981 : The Woman Inside (en) de Joseph Van Winkle : tante Coll

### Télévision
- 1957 : The Real McCoys (série TV) : Winifred Jordan (1963)
- 1964 : La Quatrième Dimension (série TV) (saison 5 épisode 24) : Phyllis
- 1965 : Kilroy (téléfilm) de Robert Butler : Mrs. Kelsey
- 1966 : Baby Makes Three (TV) : Joan Terry
- 1967 : Winchester 73 (TV) : Larouge
- 1968 - 1970 : Cent filles à marier (Here Come the Brides) : Lottie Hatfield
- 1972 : Banyon (série TV) : Peggy Revere (1972-1973)
- 1974 : Bobby Parker and Company (TV) : sa mère
- 1975 : The Dead Don't Die (TV) : Levenia
- 1975 : Winner Take All (TV) : Beverly Craig
- 1976 : Death at Love House (TV) : Marcella Geffenhart
- 1976 : Starsky et Hutch (Série TV) (Saison 2 : l'étrangleur de la Vegas - 2 ème partie) : Emma Pruit
- 1978 : Battered  de Peter Werner  (TV) : Edna Thompson
- 1979 : The Rebels (TV) : Mrs. Brumple

## Récompenses et distinctions
- 1931 : WAMPAS Baby Stars